# Cité Morieux
La cité Morieux est une voie du 15e arrondissement de Paris, en France.

## Situation et accès
La cité Morieux est une voie située dans le 15e arrondissement de Paris. Elle débute au 56, rue de la Fédération et se termine en impasse.

## Origine du nom

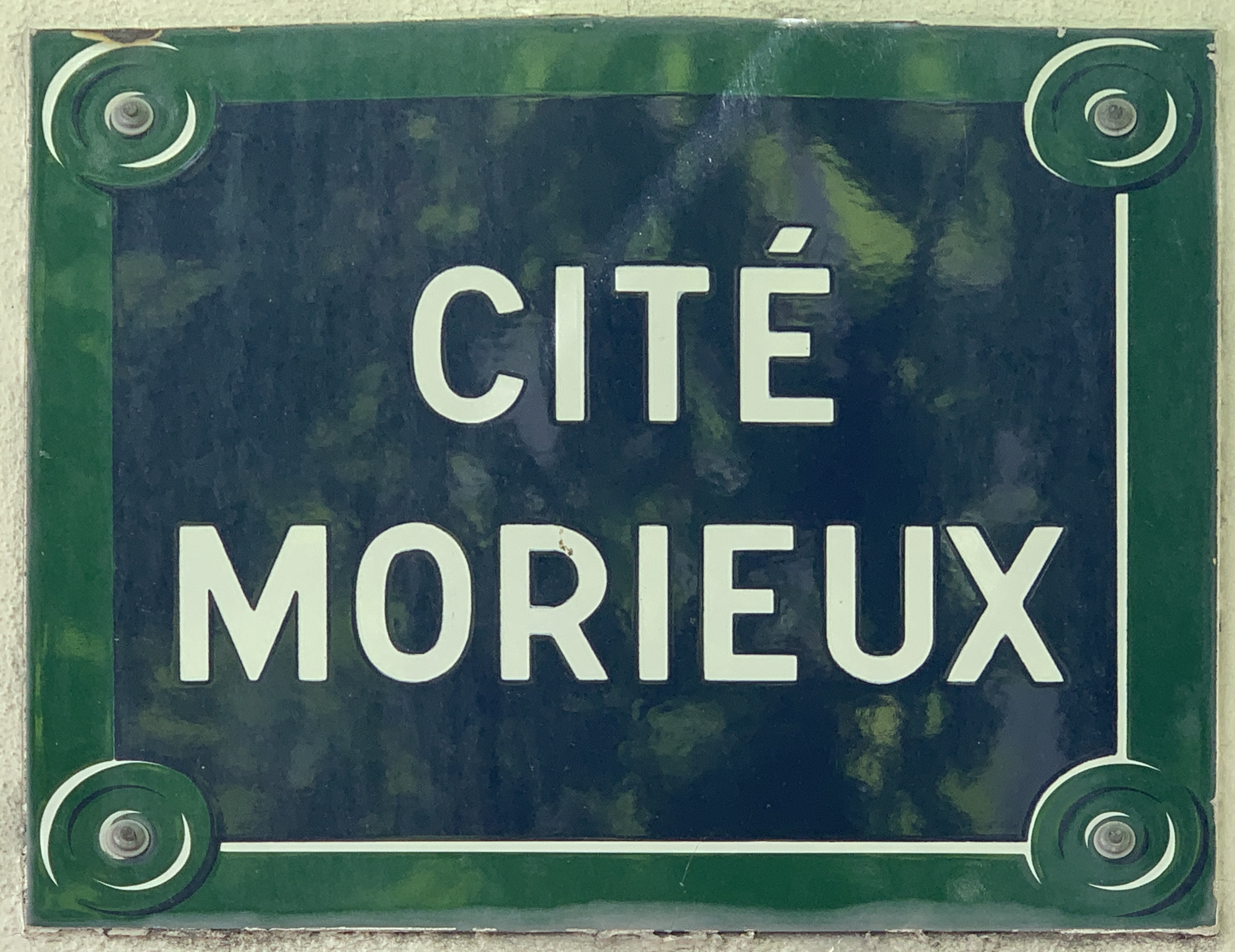
Plaque de la cité.

La rue tire son nom de celui d'un propriétaire.

## Historique
Le fond de la cité Morieux délimite une partie du périmètre de la ZAC Dupleix.